# コウヴォラ
コウヴォラ(フィンランド語: Kouvola [ˈkou̯ʋolɑ]、クヴォラ、クーヴォラとも)は、キュメンラークソ県に属する、フィンランドの基礎自治体である。コウヴォラ郡に属する。ヘルシンキから北東約130kmに位置する。
欧州とロシアをつなぐ交通上の拠点として発展してきた。フィンランドの鉄道の結節点であり、また主要道路の結節点でもある。ティキマキというフィンランドで3番目に規模の大きな遊園地がある。

## 歴史
Kouvoとは古フィンランド語で熊、幽霊、オオカミ、シラミ、鳥の鳴き声を意味する言葉である。
コウヴォラの村落は既に中世期には存在していたことが分かっており、ホッロラ、リッティ、ヴァルケアラの各教区に属していた。コウヴォラが村落として発展を始めたのは1870年代にリーヒマキからサンクトペテルブルクへの鉄道が建設され、コウヴォラ駅が開設されたことがきっかけである。10年後に北のサヴォ地方と南のコトカを結ぶ鉄道が建設されると、コウヴォラ駅は東西・南北の鉄道の結節点となり、さらに発展が進んだ。
1918年のフィンランド内戦では200人を超える犠牲者を出したものの鉄道の恩恵による発展は続き、1922年にはヴァルケアラから分離・独立して自治体となった。1960年には市となった。1957年から1997年まではキュミ州の州都であった。
2009年に周辺5自治体と合併し、新コウヴォラ市が発足した。新コウヴォラ市の人口は8万人を超え、フィンランドで10番目に人口の多い自治体となった。

## 交通
VRの線路が東西南北に延びている。国内はヘルシンキ、コトカ、ミッケリ、ヨエンスー方面への列車がある。また、サンクトペテルブルクへの国際列車も停車する。

## コウヴォラ出身の人物
- ユハニ・アールトネン（英語版） - ジャズ奏者
- アルト・ブリュガレ（英語版） - 陸上競技110mハードルオリンピック銅メダリスト
- ニロ・ハロネン - スキージャンプオリンピック銀メダリスト
- トミ・ニクネン（フィンランド語版） - スキージャンプ選手・コーチ
- トニ・ガルデマイスター - ラリードライバー
- ヴィレ・ノウシアイネン（英語版） - クロスカントリースキー選手
- サミ・カルティネン（フィンランド語版） - アイスホッケー選手
- アリ・コイヴネン - 歌手
- ハンヌ・サラマ（英語版） - 作家
- ニキ・シレン（フィンランド語版） - アイスホッケー選手
- ヤーニ・ペウフ - ロックミュージシャン、2009年にコウヴォラに合併したアンヤランコスキ（英語版）出身